# Live to Tell
A Live to Tell című dal Madonna amerikai énekesnő első kimásolt kislemeze a harmadik True Blue című stúdióalbumáról. A dalt a Sire Records jelentette meg 1986. március 26-án. A dal később felkerült Madonna első válogatás lemezére is, a The Immaculate Collection címűre 1990-ben, valamint a Something to Remember (1995) és "Celebration" (2009) című válogatás lemezekre is.
A dalt Patrick Leonard szerezte, és Madonna írta a szöveget. A dalt a Fire with Fire című filmhez használták volna fel, melyben akkori férje Sean Penn szerepelt, Close Range szerepében. A dalt Madonna Leonarddal együtt készítette.
A dal egy pop ballada, melyben gitár, billentyűs hangszerek, dob és szintetizátor szólnak. A dalszöveg a megtévesztésre, a bizalmatlanságra, és a gyerekkori sérelmekre mutat. A dal arról is szól, hogy erősek vagyunk. Madonna egy interjúban elmondta, hogy a szöveg írásakor a szüleivel való kapcsolatára gondolt. A James Foley által rendezett videoklipben Madonna vállig érő hullámos aranyszőke hajjal, konzervatív ruhában, és visszafogott sminkkel látható. Ezt a megjelenést Marilyn Monroe ihlette, aki Madonna művészetét korábban befolyásolta.
A "Live to Tell" című dalt általában jól fogadták a zenekritikusok, akik gyakran Madonna karrierjének legjobb balladájának nevezték. A dal sikeres volt, és Madonna 3. helyezést elért dala volt a Billboard Hot 100-on, valamint első az Adult Contemporary listán. A dal ellentmondásosnak bizonyult, amikor Madonna a 2006-os Confessions turnén töviskoronát viselt, miközben egy hatalmas tükrözött kereszten lógott. Az előadást a római katolikus egyház, és a vallási vezetők mélységesen elítélték.

## Előzmények

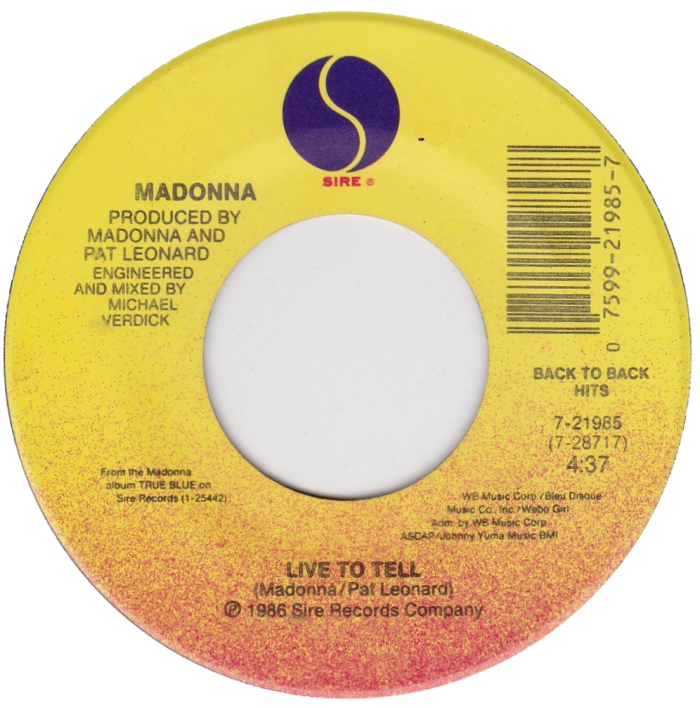
A "Live to Tell" kislemeze

Miután Madonna 1985-ben befejezte a The Virgin Tour turnét, megkérte Patrick Leonardot, és Stephen Bray-t, hogy írjanak néhány dalt készülő harmadik True Blue című stúdióalbumára. A "Live to Tell" eredetileg egy instrumentális dal volt, melyet a Paramount Pictures romantikus drámája a Fire with Fire című betétdalának szántak. "A menedzserem megkereste a fiúkat, hogy ki volt a film rendezője. Itt van az első film. Láttam egy kis részt a filmből, és írtam egy témát a dalra, majd azt mondtam, hogy Mi lenne, ha a dalszöveget Madonnára írnám? – mondta Leonard.
A Paramont Pictures azonban elutasította a dalt, mert azt hitte, hogy Leonard képtelen összehozni a dalt a film számára. Leonard később megmutatta a dal zenéjét Madonnának, aki úgy döntött, hogy a dalt az At Close Range című film számára használja fel, melyben férje Sean Penn is szerepel. Madonna megírta a dalszöveget, és még hozzáadott néhány szólamot, majd felvette a dal demó változatát kazettára, és megmutatta James Foley rendezőnek, kinek tetszett a dal, és megkérdte Leonardot, hogy készítse el a film zenéjét úgy ahogy Madonna mondta.
Leonard dolgozott Michael Jacksonnal a "Bad" album néhány dalán, amikor Penn hívta őt, hogy jöjjön át Foley otthonába. Ott megkérdezte Leonardot, hogy ki lenne az, aki elénekelné a dalt. Leonard korábban egy férfi hangot képzelt a dalhoz, de később úgy döntött, hogy Madonnának adja a dalt, és a demó változatot éppen csak hogy egy alap dobokkal együtt vett fel. Egy 1986-os interjúban Madonna elmondta, hogy a dal hangulatát az egyes képek átalakításának szempontjai adták, melyben vágya volt, hogy valami másra összpontosítson.

## Összetétel
A "Live to Tell" egy pop-ballada, melyben billentyűs hangszerek, szintetizátor, funk gitár, valamint dobok, és háttér hangszerek vannak. Az Alfred Publishing által a Musicnotes.com oldalon közzétett kották szerint a dal F-dur kulcsban íródott, és mérsékelt 112 BPM / perc tempóban szól. A dal egy instrumentális bevezetővel kezdődik, melyben egy szintetizátor hang lép be, basszus hangokkal, D-mollra állítva. Ezután  kulcs hirtelen megváltozik F kulcsra.
Madonna hangterjedelme F3 to D4. Amikor az első verset kezdi énekelni, a basszus C dúrra változik, majd a kórus során visszavált F-re és D-mollra a kórus végeztével. Ezt a folyamatot ismétli a második verse és kórus során, majd hirtelen csenddel végződik, és csak a szintetizátor alacsony és élettelen hangja hallatszik D mollban. Madonna ezután elkezdi a középső rész éneklését – "If I ran away, I'd never have the strength" – a D és  az F hangok között, a kórus ismétlésével zárva, amíg a dal fokozatosan nem halkul el. A dal eredeti összetételében nem voltak háttér szintézisek, ehelyett Leonard egy alapot készített zongorán, és Madonna hozzátette a szöveget. Leonard szerint Madonna egyedül jött fel a "híddal" kibővítve azt a zenéből, melyet játszott.
Lírai szempontból a "Live to Tell" a csalás és a bizalmatlanság összetettségét ábrázolja. A dal a gyermekkori sérelmekről szól, és extrém érzelmi hangot képvisel. Dave Marsh The Heart of Rock & Soul című könyvében az olyan archetípus dalok, mint a "Live to Tell" nagyon hasonlít a The Platters dalára, a "The Great Pretender" címűre. Egy interjúban Madonna elmondta: "A dal írása közben a szüleimmel való kapcsolataimra, és a hazugságra gondoltam, melyben éltem. A dal arról szól, ha erős vagy mindent túlélsz".

## Kritikák
A "Live to Tell" című dalt a zenekritikusok általában jól fogadták. A True Blue című album hallgatása közben Stephen Thomas Erlewine az AllMusic-tól hatalmas balladának nevezte a dalt, mely a felnőtt kortárs listán is megállja a helyét. Jim Farbert az Entertainment Weeklytől a "ma legjobb balladájának" nevezte a dalt. A The Immaculate Collection hallgatása közben David Browne azt mondta, hogy a dal egy az egyetlen sláger a kezdeti balladái közül. Alfred Soto a Stylus magazintól a dalról azt mondta, hogy a dalszövege megállja a helyét, és messze a legjobb, és az ének egy egész életen át teli fájdalmakkal teli. Sal Cinquemani a Silant magazintól "feltűnőnek" nevezte a dalt, hozzátéve, hogy újraírja azokat a szabályokat, ahogyan egy popdalnak kellene hangzania. Edna Gundersen az USA Today-től a dalt hangulatos szívszorítónak tartja, talán Madonna legjobb dala.
Adam Sexton a Desperately Seeking Madonna: In Search Of The Meaning Of The World's Most Famous Woman szerzője úgy gondolta, hogy a "Live to Tell" provokatív megfelelője a Papa Don’t Preach-nek, az album második kislemezének, majd hozzátette: "Madonna megfelelően időzítette a csend biztonságát, a saját tehermentesítés iránti vágy ellen". Sexton emellett elismerte a dalt, mondván "maga a zene egy fenyegető megsemmisítésre utal, amely még kísértetiesebbé teszi".  Allen Metz és Carol Benzon a The Madonna Companion: Two Decades of Commentary szerzője úgy érezték, hogy a dal kibővíti Madonna zenei látókörét. Szerintük a "Live to Tell" egy "vonzó" dal, melyet Madonna teljes átéléssel énekelt. J. Randy Taraborrelli a  Madonna: An Intimate Biography szerzője elégedett volt a dallal, és Madonna sikerességének ugródeszkájaként jelölte meg. Erica Wexler a Spin magazintól a True Blue album hallgatása közben a "Live to Tell" dalt drámai rejtélyes dalnak nevezte, miközben Madonna az elveszett ártatlanság történetében színházilag közvetíti az elveszett fatalitást. Törékeny énekhangja fájdalmat sugároz, és megnyugtatást, és gyógyulást sugall, mikor énekel. A Rolling Stone a dalt melankolikusnak nevezte, és vitathatatlanul Madonna legjellegzetesebb balladájának nevezte.

## Videóklip
1985 decemberében Madonna szerepelt a Shanghai Surprise című filmben, ahol visszavett megjelenéséből, és újra Marilyn Monroe ihlette. Madonna megnézte a "Live to Tell" videót, melyben a smink visszafogott, és finom volt. Haja vállig érő hullámos, és aranyszőke, ruhái egyszerű 1930-as évek beli virágos ruha. In an interview with music critic Stephen Holden from The New York Times, she commented about her new look:
Az At Close Range című film mellett Foley a dal videójának is rendezője volt. A video reklámkampányként szolgált a film számára, mivel a filmből rövid jeleneteket tartalmaz a klip, amelyek jelzik a konfliktust, melyet a filmben a Sean Penn által játszott fiatalember érez. A film részei vizuálisan el vannak választva Madonna felvételeitől, aki egy elsötétített stúdióban énekel. Az előző videóival ellentétben Madonna mint egy narrátor szerepel a dalban, aki kommentálja a történéseket, és teljesen eltérő felvételekkel jelenik meg, mint egy elbeszélés. Úgy tűnik, ha karakter beszél, és közvetlenül a problémáival foglalkozik, mint egy klasszikus tragédia szereplője.

## Élő előadások

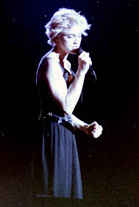
Madonna a "Live to Tell" előadása közben (1987)

Madonna a Madison Square Garden egyik koncertjén mutatta be a dalt, hogy pénzt gyűjtsön az AIDS kutatására. A dalt barátjának, Martin Burgoyne emlékére ajánlotta fel. Madonna azóta a dalt négy világ körüli turnéján adta elő. Először 1987-ben a Who’s That Girl World Tour-on, ahol mozdulatlanul egy reflektorfény alatt adta elő a dalt, egy Marlene Stewart által tervezett, fekete címerrel, egy arany rojttal fonott ruhában. A dal két különböző előadását rögzítették. Az egyiket Japánban, a Who's That Girl: Live in Japan kiadványon, melyet 1987. június 22-én rögzítettek Tokióban. A másik változat pedig a Torinóban rögzített Ciao Italia: Live from Italy VHS-en található. Ezt 1987. szeptember 4-én rögzítették.
Három évvel később a Blond Ambition World Tour-on Madonna katolikus képeket vetített ki az előadás során. Fekete kaftánt és neon feszületet viselt, miközben egy vallási helyszínt ábrázoló helyen énekelt, római oszlopokkal körülvéve, háttérben gyertyákkal teli platformon. Két különböző előadást rögzítettek ekkor. Az egyik a Blond Ambition Japan Tour 90., melyet Jokohamában rögzítettek 1990.április 27-én, valamint a Blond Ambition World Tour Live, melyet a Franciaországi Nizzában vettek fel 1990. augusztus 5-én.

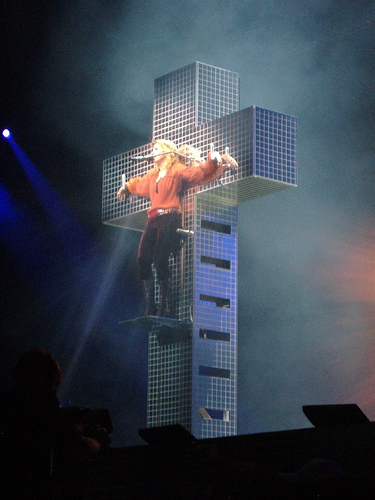
Madonna a "Live to Tell" előadása közben a Confessions turnén (2006)

A dal Madonna a 2006-os Confessions Tour során ellentmondásos volt. Madonna a földről emelkedett fel, kereszten lógva, vörös blúzban, és bársony nadrágban töviskoronával a fején. A színpad hátterében afrikai gyermekek képeit vetítették, melyben kiírták hogy 12 millióra becsülik az AIDS során árván maradt gyermekek számát.
A düsseldorfi német ügyészek istenkáromlás miatt perrel fenyegetőztek. Margot Käßmann protestáns püspök kijelentette: "Az öregedő szupersztár talán egyetlen módja az, hogy ily módon felhívja magára a figyelmet, ez az emberek vallási érzéseit sérti.  Az orosz ortodox egyház, és az oroszországi Zsidó Közösségek Szövetsége (FJCR) Madonna fellépését morálisnak írta le, és mindenkit sürgetett, hogy bojkottálja a közelgő moszkvai koncertjét. Az olaszországi Római Olympic Stadiumban megrendezett koncertet a római katolikus vallási vezetők elítélték. Az olasz bíboros Ersilio Tonini a koncertet "káromlást okozó kihívás a hithez" nevezte, ugyanakkor arról beszélt, hogy ez a "kereszt megfertőzése", majd felszólította Madonnát arra, hogy álljon ki nyíltan. Manfredo Leone tiszteletes az előadást tiszteletlennek, rossz ízlésűnek, valamint provokatívnak írta le.
A muzulmán és  zsidó vezetők szintén bírálták az előadást. Mario Scialoja az olasz Muzulmán Liga vezetője megjegyezte: "Azt hiszem ez volt a legrosszabb ötlet, és a legrosszabb szájízű dolog, így jobb ha hazamegy". Riccardo Pacifici a római zsidó közösség szóvívője kijelentette: "Tiszteletlen cselekedett, és még az a legrosszabb, hogy mindezt Rómában teszi". Madonna nyilatkozatot adott ki a vitáról:

Nagyon hálás vagyok, hogy előadásaimat jól fogadják az egész világon, de úgy tűnik, hogy sok félreértés van a kereszttel való megjelenésemről, és ezt egyszer, és mindenkorra el akartam magyarázni. Van egy szegmens a műsoromban, ahol három táncosom megosztja gyermekkori félelmetes tapasztalatait, melyet végül felülmúltak. Ezek után az én vallomásom követi majd egy kereszt előtt mutatkozok, majd végül távozok onnan. Ez nem a templomok gúnyolódása. Nem különbözik attól, mint aki keresztet visel vagy csak csupán felveszi azt, ahogy a Biblia mondja. Előadásom sem keresztényellenes, sem szentségtelen, sem káromlós. Inkább a közönség iránti kérésem az, hogy ösztönözzék az emberiséget, hogy segítsenek egymásnak, hogy az egész világot egységes egészként lássák. Szívből hiszem azt, hogy ha ma Jézus élne, ő is ezt tenné. Célom, hogy felhívjam a figyelmet arra, hogy több millió afrikai gyermek hal meg minden nap, gondozatlanul, gyógyszer, és remény nélkül. Arra kérem az embereket, nyissák ki szívüket, és ne fordítsák el a fejüket. A dal a Bibliából Máté könyvének idézetével ér véget. "Mert ha éhes voltam, ételt adtál nekem. Ha meztelen voltam, ruhát adtál nekem. Ha beteg voltam, vigyázott rám. Isten ezt válaszolta: "Bármit is teszel a legjobban, azt a testvéreimért teszed...értem teszed. Kérem, ne hozzon ítéletet anélkül, hogy nem látja a műsoromat". 

A The Celebration Tour-on Madonna egy lebegő dobozból énekelte a dalt, miközben AIDS-ben elhunyt emberek képei jelentek meg a háttérképernyőkön, köztük Keith Haring, Herb Ritts, és Freddie Mercury Az előadás azzal kezdődött, hogy egy táncos összeesett az énekesnő előtt, aki gyengéden betakarja őt egy kabáttal. A számot a Billboard-os Joe Lynch a koncert egyik legjobb pillanatának nevezte.

## Feldolgozások és megjelenések a médiában
A "Live to Tell" című dalt számos művész feldolgozta, vagy előadta. Bill Frisell amerikai gitáros 1992-ben vette fel a dalt 4. stúdióalbumára a Have a Little Faith címűre. 1998-ban a Blonde Ambition készítette el a dal remixeit 6 különféle változatban hi-NRG stílusban. Lucrezia olasz énekes egy uptempo verziót készített a dalból, melyet David Morales remixelt. A dal a 2. helyen szerepelt két héten át a Billboard Hot Dance Club Play listán,  és felkerült a 2001-es Logic Pride Vol. 4. című válogatásalbumra. A kanadai Carol Welsman jazz énekesnő 2007-ben készítette el a dalt saját változatában, és névadó albumán is szerepeltette.
A Berlin nevű new wave nevű zenekar a Virgin Voices:  A Tribute to Madonna vol. 1. című albumra készítette el a dalt saját változatában. A CNN televíziónak adott interjúban Terri Nunn a Berlin énekese elmondta, hogy tiszteleg Madonna előtt a dallal, és elmondta, hogy Madonna sok embert befolyásolt. A "Live to Tell" az egyetlen dal, mely megérintett Madonnától. Más énekesek is készítettek feldolgozást, úgy mint Semi Moore a Material Girl: A Tribute to Madonna című lemezre 2000-ben. A dal instrumentális változatát 2002-ben a The String Quartet Tribute to Madonna című albumon jelentették meg. A Winter Flowers nevű együttes 2007-ben készítette el a dal folk változatát, mely szerepel a  Through the Wilderness című albumukon. Melissa Tonnen 2008-ban készítette el a dal hi-NRG változatát a Forever Madonna című albumára. A dal szerepel a Cold Case nevű amerikai rendőrségi sorozat első szezon első epizódjában, a "Churchgoing People" című záró részben.

## Számlista
- US / Kanada / Németország / UK 7" single

1. "Live to Tell" (Edit) – 4:37
2. "Live to Tell" (Instrumental) – 5:49

- US / Kanada / Németország / UK 12" maxi-single

1. "Live to Tell" (LP Version) – 5:49
2. "Live to Tell" (Edit) – 4:37
3. "Live to Tell" (Instrumental) – 5:49

- Németország / UK CD Maxi Single

1. "Live to Tell" (LP Version) – 5:49
2. "Live to Tell" (Edit) – 4:37
3. "Live to Tell" (Instrumental) – 5:49

## Közreműködő személyzet
- Madonna – dalszövegek , producer , ének
- Bruce Gaitsch – gitárok
- Patrick Leonard – dobprogramok , billentyűzetek , dalszöveg, producer
- Jonathan Moffett – dobok
- Michael Verdick – keverés , hangmérnök

## Slágerlista
| Slágerlista (1986)                       | Legjobb helyezések |
| ---------------------------------------- | ------------------ |
| Australia (Kent Music Report)            | 7                  |
| Belgium (Ultratop 50 Flanders)           | 3                  |
| Kanada Top Singles (RPM)                 | 1                  |
| Kanada Adult Contemporary Tracks (RPM)   | 1                  |
| European Hot 100 Singles (Music & Media) | 1                  |
| European Airplay Top 50 (Music & Media)  | 1                  |
| Franciaország (Single Top 100)           | 6                  |
| Greece (IFPI)                            | 1                  |
| Iceland (RÚV)                            | 3                  |
| Írország (IRMA)                          | 2                  |
| Italy (Musica e dischi)                  | 1                  |
| Hollandia (Top 40)                       | 3                  |
| Hollandia (Single Top 100)               | 3                  |
| Új-Zéland (Recorded Music NZ)            | 6                  |
| Norvégia (VG-lista)                      | 2                  |
| South Africa (Springbok Radio)           | 22                 |
| Svédország (Sverigetopplistan)           | 11                 |
| Svájc (Schweizer Hitparade)              | 4                  |
| Egyesült Királyság (UK Singles Chart)    | 2                  |
| US Billboard Hot 100                     | 1                  |
| US Adult Contemporary (Billboard)        | 1                  |
| 12                                       |                    |

| Slágerlista (1986)                | Helyezés |
| --------------------------------- | -------- |
| Australia (Kent Music Report)     | 59       |
| Belgium (Ultratop 50 Flanders)    | 35       |
| Canada Top Singles (RPM)          | 2        |
| Germany (Official German Charts)  | 74       |
| Netherlands (Single Top 100)      | 22       |
| New Zealand (Recorded Music NZ)   | 31       |
| Switzerland (Schweizer Hitparade) | 11       |
| US Top Pop Singles (Billboard)    | 35       |
| US Adult Contemporary (Billboard) | 12       |

## Minősítések
| Ország                   | Minősítés | Eladás  |
| ------------------------ | --------- | ------- |
| Egyesült Királyság (BPI) | ezüst     | 331.000 |
| Japán (Oricon)           |           | 23.850  |
| Brazília                 |           | 60.000  |
| Franciaország (SNEP)     | ezüst     | 250.000 |